# Maria Shriver
María Owings Shriver (Chicago, 6 de noviembre de 1955) es una reconocida periodista estadounidense perteneciente a la familia Kennedy. Es autora de varios libros y fue primera dama de California desde el 17 de noviembre de 2003 hasta el 3 de enero de 2011, por su matrimonio con el actor Arnold Schwarzenegger.

## Biografía

### Primeros años años
Maria Owings Shriver nació el 6 de noviembre de 1955 en Chicago, Illinois, en el seno de una familia prominente. Es hija de Sargent Shriver, político y diplomático, y Eunice Kennedy Shriver, hermana del presidente John F. Kennedy, lo que la convierte en miembro de la familia Kennedy. Creció como la segunda de cinco hermanos y la única mujer. Su educación inicial transcurrió en instituciones católicas: la Westland Middle School y la Stone Ridge School of the Sacred Heart, ambas en Bethesda, Maryland. Más tarde, estudió “Estudios Americanos” en la Universidad de Georgetown, graduándose en 1977.  
Su carrera periodística despegó tras una experiencia clave: acompañar a su padre durante su campaña vicepresidencial en 1972, donde interactuó con corresponsales y descubrió su pasión por el periodismo. Comenzó en la KYW-TV de Filadelfia y luego se unió a  CBS Morning News (1985-1987) junto a Forrest Sawyer. Destacó como copresentadora en Sunday Today y en las ediciones de fin de semana de NBC Nightly News (1987-1989), y como colaboradora en Dateline NBC (1989-2004). Su trabajo le valió reconocimientos como un Premio Peabody por el documental Checks and Balances y un Emmy por su cobertura de los Juegos Olímpicos de Seúl 1988.  
En 2003, su vida dio un giro cuando su esposo, Arnold Schwarzenegger, actor y fisicoculturista austriaco, se postuló como gobernador de California. María pidió una excedencia en NBC para evitar conflictos de interés, aunque regresó brevemente antes de abandonar definitivamente el periodismo en 2004. Como primera dama de California (2003-2011), impulsó iniciativas sociales, como visibilizar el papel de las mujeres en la historia del estado, apoyar a familias militares y promover los juegos paralímpicos organización fundada por su madre. También inspiró la creación del Salón de la Fama del Museo de California, honrando a figuras como Walt Disney y Ronald Reagan.  
En su vida personal, conoció a Schwarzenegger en 1977 durante un torneo de tenis benéfico organizado por su madre. Se casaron en 1986 y tuvieron cuatro hijos: Katherine (1989), Christina (1991), Patrick (1993) y Christopher (1997). La familia, de fe católica, residía en Brentwood, Los Ángeles, y veraneaba en Idaho y Massachusetts. Sin embargo, en 2011, tras revelarse una infidelidad de Schwarzenegger de la que resultó un hijo fuera del matrimonio, la pareja anunció su separación. El divorcio se formalizó en 2021, tras una década de trámites. 
Aunque políticamente cercana al Partido Demócrata (apoyó a Barack Obama en 2008), Shriver mantuvo un perfil independiente durante el mandato de su esposo, republicano. Además del periodismo, es autora de libros como 10 cosas que hubiese deseado saber antes de salir al mundo real y  ¿Qué es el cielo?, enfocados en consejos prácticos y temas sociales. Tras alejarse de los medios, criticó su sensacionalismo, especialmente durante la cobertura de la muerte de Anna Nicole Smith en 2007. Hoy, su legado combina su rol como figura pública, defensora de causas sociales y miembro de una de las familias más influyentes de Estados Unidos.

### Carrera
En su libro "10 cosas que hubiese deseado saber antes de salir al mundo real" (Ten Things I Wish I'd Known Before I Went Out Into The Real World), Shriver afirma que se convirtió en una apasionada del periodismo de difusión tras ser enviada al avión de campaña de su padre junto con los corresponsales de prensa que cubrían la campaña vicepresidencial de este, durante la cual María trabajó como voluntaria. Sobre esto, María dijo que fue "la mejor cosa que jamás me haya pasado". Después de su carrera en el periodismo, comenzó con la KYW-TV en Filadelfia, Pensilvania, hizo pareja en CBS Morning News con Forrest Sawyer desde 1985 hasta 1987. Además, copresentó Sunday Today y las ediciones de fin de semana de NBC Nightly News desde 1987 hasta 1989, y colaboró en Dateline NBC desde 1989 hasta 2004. En agosto de 2003, María pidió una excedencia en la NBC News cuando su esposo (Arnold Schwarzenegger) se convirtió en candidato en las elecciones a gobernador de California.
Desde el comienzo del mandato de su esposo como 38.º gobernador de California, se convirtió en la primera dama de California, el 17 de noviembre de 2003. Después regresó a su trabajo como reportera en la NBC, haciendo dos apariciones para Dateline NBC.

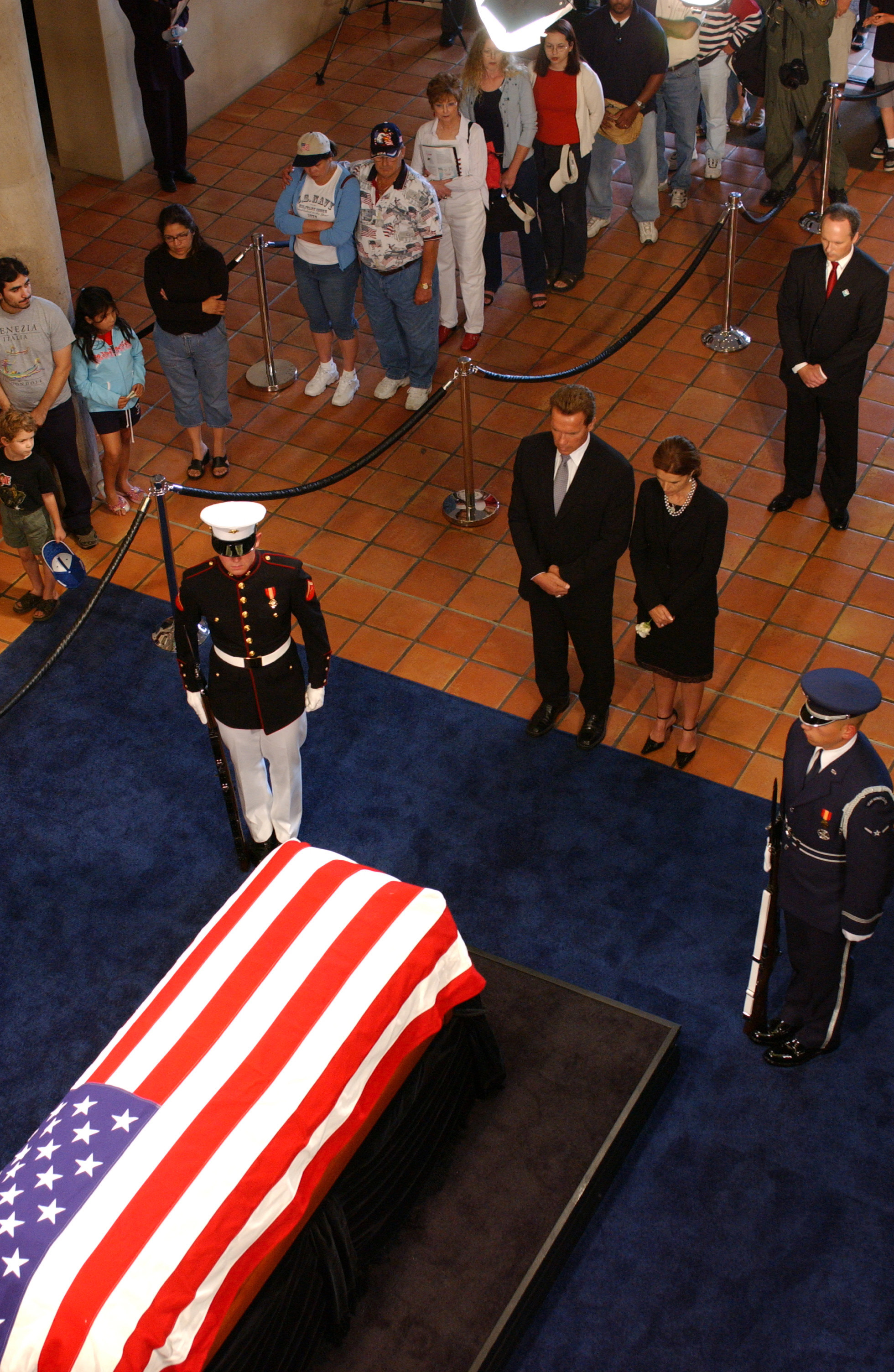
Arnold Schwarzenegger y Maria Shriver muestran sus respetos al presidente Ronald Reagan después de su muerte en junio de 2004.

El 3 de febrero de 2004, pidió a la NBC ser liberada de sus responsabilidades laborales, por el conflicto de intereses existente entre su trabajo de periodista, su estatus de primera dama de California y su actividad como abogada en el gabinete de su esposo. El presidente de NBC News, Neal Shapiro no se refirió a la decisión de Shriver como renuncia. Sin embargo, en un comunicado se refirió a la salida de Shriver como "una excedencia".
También hizo una pequeña aparición interpretándose a sí misma en Be Prepared, un episodio de la serie de televisión That's So Raven, promocionando un plan de emergencia. También apareció como ella misma en la película Last Action Hero. El 23 de marzo de 2007, Shriver regresó a las noticias en televisión como presentadora sustituta del talk show Larry King Live de la CNN. Moderó un debate sobre el cáncer de mama y sus efectos en el que participaron, entre otros, la especialista en cáncer Dra. Susan Love y la música Sheryl Crow.
Shriver anunció que no regresaría al periodismo después del excesivo despliegue de los medios relacionado con la muerte de Anna Nicole Smith. En un acto con empleados de Google, señaló que se sintió "atónita" ante tanta dedicación de los medios de comunicación y que se excedieron.

### Vida personal

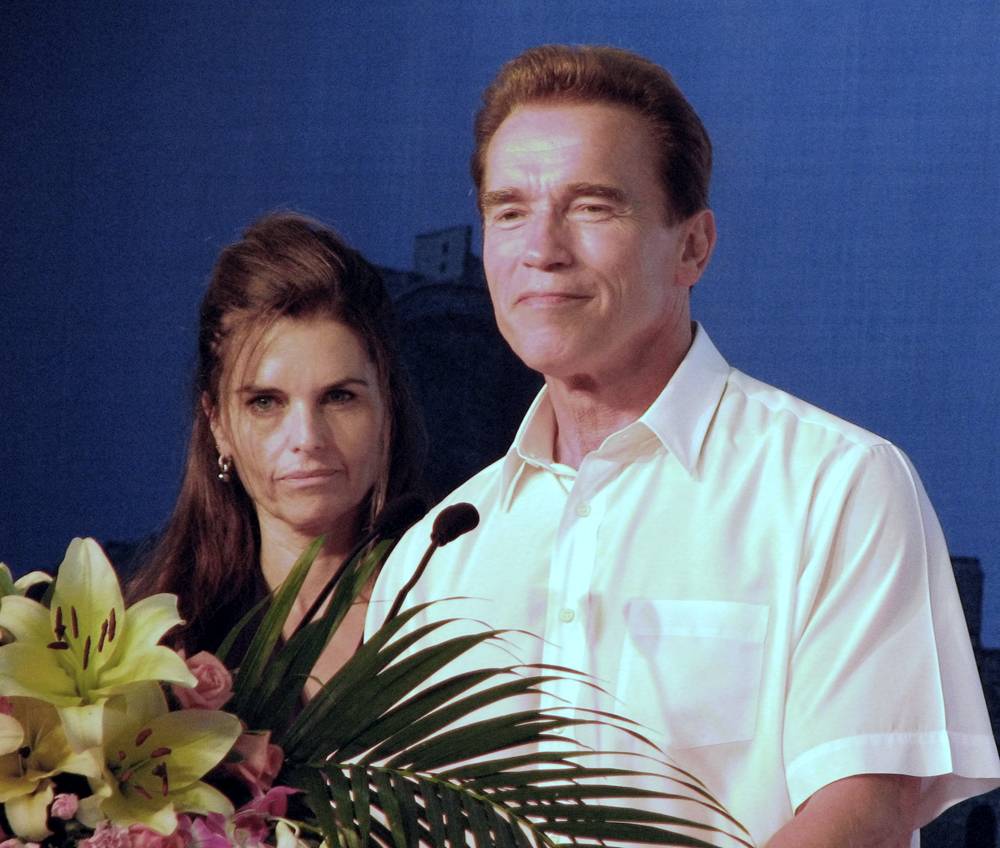
Maria y Arnold en Shanghái en un acto de Special Olympics.

En 1977, Tom Brokaw le presentó al físicoculturista y actor austriaco Arnold Schwarzenegger en un torneo benéfico de tenis en la casa de Eunice Kennedy Shriver. Se casó con Schwarzenegger el 26 de abril de 1986 en Hyannis Massachusetts en la iglesia de San Francisco Javier.
Tienen cuatro hijos: 
- Katherine Eunice Schwarzenegger, 13 de diciembre de 1989 en Los Ángeles (California). Su segundo nombre, Eunice, es el primer nombre de su abuela materna.
- Christina María Aurelia Schwarzenegger, 23 de julio de 1991 en Los Ángeles, California.[19] Su segundo nombre, María, es el primer nombre de su madre. Su tercer nombre, Aurelia, fue el primer nombre de su abuela paterna.
- Patrick Arnold Schwarzenegger, 18 de septiembre de 1993 en Los Ángeles.[20] Su segundo nombre, Arnold, es el primer nombre de su padre. Su primer nombre, Patrick, viene de su bisabuelo Joseph Patrick Kennedy.
- Christopher Sargent Shriver Schwarzenegger,27 de septiembre de 1997 en Los Ángeles.[21][22] Su segundo y tercer nombres son en honor a su abuelo materno.

Los domingos, Shriver y su familia asisten a Misa en la Iglesia Católica de Santa Mónica. Los Schwarzenegger-Shriver viven en su casa de 1,022 metros cuadrados en Brentwood. Anteriormente residían en el barrio angelino de Pacific Palisades. La familia posee residencias de vacaciones en Sun Valley (Idaho) y Hyannis Port (Massachusetts).
El 9 de mayo de 2011, la pareja anunció su separación de mutuo acuerdo (debido a una infidelidad de Arnold, cometida con su trabajadora doméstica; de cuya relación extramatrimonial, nació Joseph Baena) y su intención de seguir criando juntos a su hijo menor. Se divorciaron el 28 de diciembre de 2021, después de más de una década de que ella presentara la solicitud.
El hospital Saint John's Health Center de Santa Mónica tiene una planta de maternidad llamada "Shriver" en su honor. María acompañó a su hija mayor Katherine en la búsqueda de universidades en 2007.

### Primera dama de California

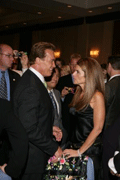
Foto del Gobernador Arnold Schwarzenegger y su esposa, Maria Shriver en una cena de Log Cabin Republican's "Courage To Lead (Coraje para dirigir)" en junio de 2006.

Durante el mandato como Gobernador de California de su esposo, se especuló que Shriver no quiso que se presentara a las elecciones, que sacaron del cargo a Gray Davis, debido a que no quería exponer a su familia a la vida pública.[cita requerida] Sin embargo, cuando su esposo anunció abruptamente su candidatura en el Tonight Show con Jay Leno, ella se mostró leal, a pesar de su inclinación demócrata. Poco tiempo después, en septiembre, ambos acudieron al programa de Oprah Winfrey donde tuvo que defender a su marido de las acusaciones de acoso sexual. Shriver jugó una baza decisiva en las elecciones, en las que tuvo que dar réplica a las acusaciones de comportamiento inadecuado vertidas hacia la figura de Schwarzenegger por 16 mujeres. Además, como parte de la familia Kennedy, consiguió atraer al voto moderado e independiente.
Luego que el gobernador Schwarzenegger tomó posesión del cargo en 2003, María ha apoyado visiblemente a su esposo y ha llevado a cabo varias acciones como primera dama, llamando la atención sobre el valor de las contribuciones de las mujeres en el estado, trabajando en soluciones prácticas para poner fin a situaciones de pobreza y estimulando a todos los californianos a comprometerse a prestar ayuda en sus comunidades. Además, trabaja en el apoyo a las familias de militares a través de tarjetas de visita pagadas por adelantado y las conferencias en línea, organiza las Olimpiadas Especiales (cofundadas por su madre y en las que colabora con su marido y con Special Olympics), y en la conclusión del Museo de Historia sobre la mujer, en Sacramento. También inspiró la creación de un Salón de la Fama en el Museo de California, donde están incluidos famosos californianos como Clint Eastwood, Walt Disney, Amelia Earhart, Ronald Reagan, John Steinbeck, y Conde Warren.
Cuando su esposo propuso una serie de iniciativas electorales en noviembre de 2005, Shriver decidió renunciar a cualquier apoyo público a las mismas. En octubre de 2004, tuvo el honor de que un tipo de rosa tuviese su nombre, la "Rosa María Shriver" que distribuye Edmunds' Roses y que tiene un precio de 21,95 dólares.
Antes de su trabajo en la NBC, había presentado CBS Morning News junto a Forrest Sawyer. También ganó el premio Peabody por el documental Checks and Balances y el Emmy por la cobertura de la NBC en los Juegos Olímpicos de Seúl 1988. Además es la autora de seis libros: What's Heaven, Ten Things I Wish I'd Known Before I Went Out Into The Real World, What's Wrong with Timmy?, What's Happening to Grandpa?, And One More Thing Before You Go y Just Who Will You Be?.
El 3 de febrero de 2008, Shriver mostró su apoyo a la candidatura del senador Barack Obama para la nominación presidencial del partido demócrata. Este apoyo fue anunciado durante una reunión en la Universidad de California junto a Caroline Kennedy, Oprah Winfrey, Stevie Wonder y la esposa del candidato, Michelle Obama. Su esposo había dado su apoyo al senador John McCain para la nominación presidencial del partido republicano unos días antes, el 31 de enero de 2008.
El 1 de agosto de 2008, Shriver volvió al programa de Oprah Winfrey para hablar sobre su nuevo libro recientemente lanzado, Just Who Will You Be?.

## Premios
- Peabody por el documental Checks and Balances.
- Emmy por la cobertura de la NBC en los Juegos Olímpicos de Seúl 1988.

## Libros
- Shriver, Maria (2000). Ten Things I Wish I'd Known Before I Went Out Into The Real World. Grand Central Publishing. ISBN 978-0-446-52612-8.
- Shriver, Maria (2001). What's Wrong With Timmy?. Little, Brown and Company. ISBN 978-0-316-23337-8.
- Shriver, Maria (2004). What's Happening to Grandpa?. Little, Brown Young Readers. ISBN 978-0-316-00101-4.
- Shriver, Maria (2005). And One More Thing Before You Go... The Free Press. ISBN 978-0-7432-8101-0.
- Shriver, Maria (2007). What's Heaven?. Golden Books Adult Publishing. ISBN 978-0-312-38241-4.
- Shriver, Maria (2008). Just Who Will You Be?: Big Question, Little Book, Answer Within. Hyperion. ISBN 978-1-4013-2318-9.
- Shriver, Maria (2010). The Shriver Report: a woman's nation takes on alzheimer's: a groundbreaking look at this mind-blowing disease and its effect on women as patients, caregivers, and advocates
- Shriver, Maria (2014). The Shriver Report: a woman's nation pushes back from the brink
- Shriver, Maria (2017). Color Your Mind: a coloring book for those with alzheimer's and the people who love them